# Impatiens stenosepala
Impatiens stenosepala är en balsaminväxtart som beskrevs av Ernst Georg Pritzel och Friedrich Ludwig Diels. Impatiens stenosepala ingår i släktet balsaminer, och familjen balsaminväxter. Utöver nominatformen finns också underarten I. s. parviflora.